# Zeillern
Zeillern – gmina targowa w Austrii, w kraju związkowym Dolna Austria, w powiecie Amstetten. Według Austriackiego Urzędu Statystycznego liczyła 1 806 mieszkańców (1 stycznia 2014).